# Где вы были восемь лет?
«Где вы были последние восемь лет?» или «Почему вы восемь лет молчали?» — клише политической пропаганды в России, которое с конца февраля 2022 года используется в связи со вторжением России на Украину как напоминание о том, что вооруженный конфликт в Донбассе продолжается с 2014 года. Фраза стала одной из самых употребляемых в российской пропаганде и широко используется жителями РФ для оправдания нападения своей страны на соседнюю. Является одним из главных аргументов военной пропаганды России.
Смысл фразы «Где вы были восемь лет?» состоит в обвинении противников российского вторжения на Украину в том, что те много лет «не замечали убийств мирного населения Донбасса Украиной». Однако многие журналисты отмечали лицемерие и подмену понятий в этом тезисе российской пропаганды.
Так, издание «Важные истории» отмечало, что Россия при правлении Владимира Путина активно вмешивалась во внутренние дела Украины ещё во время «оранжевой революции» 2004 года, а сам Путин никогда не считал Украину самостоятельным государством. После украинского Евромайдана российские власти в 2014 году пошли на аннексию Крыма, после чего пытались реализовать проект «Новороссия», в ходе которого Россия пыталась установить свою власть на юго-востоке Украины. После появления в Донбассе вооружённых формирований во главе с отставным российским спецслужбистом Игорем Стрелковым началась война на востоке Украины, в которой затем принимали участие российские регулярные войска.
С 2014 года самопровозглашённые ДНР и ЛНР обвиняют Украину в обстрелах. Однако с 2015 года вплоть до самого начала российского вторжения в 2022 году интенсивность боевых действий в Донбассе постоянно снижалась. В 2014 году счёт погибших гражданских шёл на тысячи. С 2017 года — на десятки. В последние годы вплоть до 24 февраля в регионе случались единичные случаи гибели мирных жителей. По данным ООН, за весь 2021 год в Донбассе погибли 36 мирных жителей, большинство — от мин и неосторожного обращения с неразорвавшимися снарядами, а не от обстрелов. С середины июня 2022 года в Донецке постоянно случаются взрывы.
Уже за первые недели российского вторжения количество жертв среди мирного населения Украины значительно превысило число жертв за все восемь лет войны в Донбассе. При этом все эти годы российская сторона последовательно налагала вето на отправку в Донбасс миротворческих сил ООН.

## Появление фразы
24 февраля 2022 года началось вторжение российских войск на Украину. Тремя днями ранее президент России Владимир Путин признал независимость подконтрольных России ДНР и ЛНР от Украины. Российские власти официально называют вторжение «специальной военной операцией по демилитаризации и денацификации Украины», утверждая, что её целью является защита мирного населения Донбасса от «киевского режима». Так, в своём обращении к россиянам в этот день Путин заявил:
Мною принято решение о проведении специальной военной операции. Её цель — защита людей, которые на протяжении восьми лет подвергаются издевательствам, геноциду со стороны киевского режима.
В тот же день в социальных сетях многочисленные пользователи запустили хештег #НетВойне!, высказываясь против военных действий на Украине. В ответ на это стали появляться однотипные комментарии с главной ключевой фразой: «Где вы были восемь лет назад, когда начали бомбить Донбасс?» В интернете распространились видео, поддерживающие войну с Украиной. В видео инфлюэнсеры, не приводя доказательств, упоминали «геноцид» в Донецкой и Луганской областях Украины, длившийся восемь лет. Тиктокеры также повторяли призыв Путина к вторжению на Украину. Российские инфлюэнсеры, вероятно, дословно повторяли один и тот же текст, осуждающий Украину за убийство детей. Видео включают почти идентичные фразы, такие как «Все обвиняют Россию, но закрывают глаза, что Донбасс находится под огнём в течение восьми лет» и «Россия хочет принести мир». Также упоминались и Аллея ангелов, что в Донбассе «погибли сотни невинных детей», а обстрелы жителей продолжаются. Идентичность текстов указывает на координацию или назначение тезисов для российских видеоблогеров. Большинство видео с тех пор было удалено, но некоторые всё ещё можно найти в интернете. Учитывая подозрительное сходство этих видео, они вполне могут быть российской пропагандой. Многие журналисты утверждали, что российское правительство подкупает инфлюэнсеров, чтобы публиковать видео и убеждать молодёжь, что «специальная военная операция» является правильной.
Позицию российских властей и вторжение на Украину поддержали такие российские звёзды, как певец Николай Басков, гендиректор ТНТ Тина Канделаки, ведущие Маша Малиновская, Дана Борисова, блогеры Курбан Омаров и Амиран Сардаров. Все их посты выглядели однотипно и содержали в себе тезис про «8 лет».
Российские филологи, писатели и журналисты, объединившиеся в сетевом сообществе «Словарь перемен», отметили появление в связи с войной на Украине неологизма «восьмёрки» — так называют блогеров, задающих вопрос: «где вы были восемь лет?».

## Утверждение о геноциде жителей Донбасса в период с 2014 по 2022 год
Один из главных аргументов тезиса «Где вы были последние восемь лет?» заключается в утверждении, что на протяжении 8 лет с 2014 до 2022 года жители ДНР и ЛНР подвергались геноциду со стороны Украины. Многие независимые исследователи не нашли подтверждения этого утверждения, изучив статистику и свидетельства военного конфликта на протяжении 8 лет. Основные выводы:
- большинство жертв среди мирного населения относится ко времени наиболее активных боевых действий в течение 2014 и частично 2015 года. Согласно отчёту ООН от 8 октября 2021 года[14], 60 % жертв среди мирных жителей пришлось на 2014 и 28 % на 2015 год соответственно, из них от 40 % до 55 % стали жертвами ненаступательного оружия (наземные мины, миномётные мины)[15]. Аналогичная оценка была проведена другими организациями, включая Специальную мониторинговую миссию ОБСЕ, имевшую представителей на территории конфликта[16]. Согласно указанным выше отчётам, кроме жертв с ответственностью на ВСУ, от 20 % до 35 % стали жертвами наступательного оружия ДНР и ЛНР на территории, подконтрольной Украине.
- тактика ведения городского боя сторонами военного конфликта с использованием тяжёлого вооружения (миномётов, артиллерии) подвергает значительному риску мирных жителей, находящихся в зоне боевых действий. Такая тактика использовалась военизированными формированиями со стороны ДНР и ЛНР[2][17].

Описанные причины являются основополагающими в гибели мирных жителей и не соответствуют определению геноцида.

## Ответные реакции
«Спусковой крючок войны всё-таки нажал я. Если бы наш отряд не перешёл границу, в итоге всё бы кончилось, как в Харькове, как в Одессе. Было бы несколько десятков убитых, обожжённых, арестованных. И на этом бы кончилось. А практически маховик войны, которая до сих пор идёт, запустил наш отряд».
Аргумент про то, что в Донбассе 8 лет убивали людей и никто этого не замечал, является одним из главных аргументов российской пропаганды.
Политолог Николай Митрохин, научный сотрудник Бременского университета, отмечает:  
- Не существует «народов Донецка и Луганска», это — идеологический конструкт российской госпропаганды. Треть населения Донецкой и Луганской областей перед началом войны 2014 года выступали за присоединение к России или за федерализацию, треть — за усиление интеграции с РФ при сохранении границ и статусов, ещё треть — за сохранение предвоенного положения в независимой Украине. К последнему наиболее тяготели жители северной Луганщины, западной и южной Донетчины.
- Референдум о создании «народных республик» проводился лишь в нескольких городах Донбасса. При этом была открыта небольшая часть избирательных участков по сравнению с обычным голосованием, количество же проголосовавших — вообще неизвестно.
- В областях Донбасса не было «народного восстания». Только 30—35 тысяч человек принимали участие в пророссийских митингах в миллионном Донецке, не более 1,5-2 тыс. из каждого крупного города штурмовали государственные органы либо примкнули к ополчению. Значительная часть этих людей имела уголовное прошлое или была российскими гражданами.
- Бои в Донбассе начались по инициативе России. Последняя вооружила и послала через границу отряд Игоря Гиркина, полковника ФСБ в отставке, состоящий по большей части с ветеранов спецназа ГРУ и других спецподразделений российской армии, обученных диверсионно-террористической деятельности[a]. После захвата зданий госуправления в Славянске Гиркин начал бои с украинскими силами поддержания порядка, напав из засады на прибывших в Славянск офицеров СБУ, а потом — и с украинской армией.
- Артобстрел Славянска случился только после того, как отряд Гиркина обстрелял позиции украинской армии из захваченных им самоходных миномётов, ведя огонь из жилых кварталов. По словам Александра Захарченко, Гиркин в 2014 г. предлагал взорвать многоэтажные дома вдоль дорог на Донецк, чтобы было удобнее обороняться.
- На протяжении 2015—2022 годов Россия обстреляла Мариуполь и Краматорск, постоянно обстреливала Авдеевку, Станицу Луганскую, северный пригород Луганска, и многие другие населённые пункты[a]. Экономика захваченных регионов деградировала. Заводы были разобраны и задёшево проданы в Россию. Минимум треть, а возможно и до половины населения стали вынужденными переселенцами и переехали в другие регионы Украины или в Россию.

В завершение Митрохин пишет «Те, кто всё ещё живёт в “народных республиках”, безусловно, заслуживают защиты — вопрос в том, от кого?». 
В фактчекинге от Deutsche Welle разбирался пост Марии Захаровой, включавший обвинение мировой общественности в восьмилетнем молчании во время уничтожения мирного населения Донбасса и обвинявший Украину в начале войны. Deutsche Welle назвал все заявления Захаровой ложью, составил хронологию войны России и Украины и заявил, что конфликт между странами 8 лет назад начала именно российская сторона, аннексировав Крым и поддержав сепаратистское движение на востоке Украины, что вызвало международное осуждение, а доказательств якобы целенаправленного уничтожения мирного населения восточной Украины МИД России не предоставил. 
Журнал DOXA в своём «Справочнике для антивоенных споров в семье и на работе» (за публикацию которого был заблокирован) парировал тезис про «8 лет» следующим образом: «Кто-то из нас был подростком, кто-то не имел позиции или не интересовался политикой, а кто-то сопротивлялся войне с Украиной. Важнее всего не это, а то, как мы будем действовать сейчас».
В 2022 году выражение получило третье место в номинации «Выражение года» акции «Слово года».

## Оценки
По словам социального антрополога Александры Архиповой, аргументация в духе «Где вы были восемь лет?» так распространилась в российской культуре, поскольку гораздо проще указать на врага, чем объяснить собственные действия. Архипова отмечает, что это приём, снимающий с себя ответственность и демонизирующий противника, а также являющийся в некотором смысле «риторикой маленького ребёнка» (когда ребёнка спрашивают, почему он ударил Петю, он говорит: «А Петя первый начал»).